# Nerulum
Nerulum fu un antico sito fondato dai Lucani attorno al VI secolo a.C., di incerta localizzazione. Menzionato da Livio, fu distrutto dal console Quinto Emilio Barbula nel 317 a.C. e in seguito ricostruita.
Posta lungo la via Popilia (da Capua a Regio), all'incrocio con la via Herculia (Aufidena-Aequum Tuticum-Nerulum), la città ha vissuto un periodo molto ricco, soprattutto dal punto di vista culturale, essendo venuta in contatto con molte popolazioni.
Nel comune di Castelluccio Inferiore è presente una possibile traccia dell'antica città. Ivi è stato rinvenuto infatti un sito archeologico che testimonia la presenza di un'antica civiltà. Nel sito archeologico di "Vigna della Corte", infatti, è stata ritrovata una delle più importanti testimonianze epigrafiche di tutto il territorio, ovvero, l'iscrizione incisa sulla spalla di un'olla. Il vaso è ora custodito al Staatliche Antikensammlungen di Berlino.
Un'altra traccia della sua esistenza si trova nello scritto Antonini Itinerarium, da cui si apprende che era situata sulla strada tra Capua e Rhegium, la quale si incrociava con l'altra strada che andava da Aequum Tuticum, Venusia (Venosa), Potentia (Potenza) e Grumentum (Grumento) verso le frontiere del Bruttium. I nomi e le distanze in questa parte dello scritto sono troppo rovinate e confuse per essere decifrate correttamente: l'Antonini Itinerarium colloca Nerulum 22.5 km (o secondo un altro passaggio 25 km) a nord di Muranum (Morano Calabro). Secondo queste interpretazioni, Nerulum, potrebbe essere situata in prossimità di Rotonda, presso le sorgenti del fiume Lao.
Il nome Nerulum potrebbe derivare dalla parola sabina "nero", che vuol dire (fortezza). Questo significa che Nerulum, in passato, potrebbe essere nato come un accampamento militare delle popolazioni autoctone della Lucania, in questo caso i popoli Sirini.

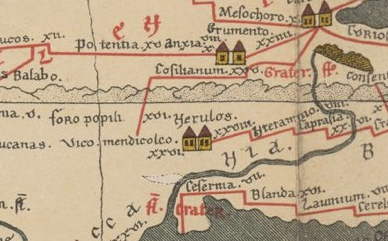
Nerulum nella Tabula Peutingeriana

Secondo una ulteriore teoria Nerulum potrebbe identificarsi con Lagonegro. L'antica città è infatti presente, oltre che negli Antonini Itinerarium anche nella Tabula Peutingeriana. A causa di errori iniziali di stesura oppure errori introdotti con le copie medioevali, le fonti non sono concordi nelle indicazioni delle distanze. Secondo la Tabula Peutingeriana Nerulum sarebbe da ubicare presso il "Castello" di Lagonegro.
Esiste una ulteriore fonte, la Lapide di Polla, una iscrizione su pietra, non soggetta naturalmente a fasi di copiatura, che riporta le principali tappe della strada da Capua a Reggio. La Lapide, tuttavia, non riporta la distanza di Nerulum, ma può essere usata per valutare la precisione delle fonti precedenti. Il confronto mostra che la Tabula Peutingeriana è più fedele alla indicazioni della Lapide che non gli Antonini Itinerarium. Ciò ci porterebbe a considerare più affidabile la posizione suggerita dalla Tabula.